# Ingvar Carlsson
Gösta Ingvar Carlsson (Borås, 9 de Novembro de 1934) é um político da Suécia. Ocupou o lugar de primeiro-ministro da Suécia de 1 de Março de 1986 a 4 de Outubro de 1991.
Ingvar Carlsson era vice-primeiro-ministro da Suécia, e ascendeu a primeiro-ministro interino na sequência do assassinato do então primeiro-ministro Olof Palme.